# Eisstausee

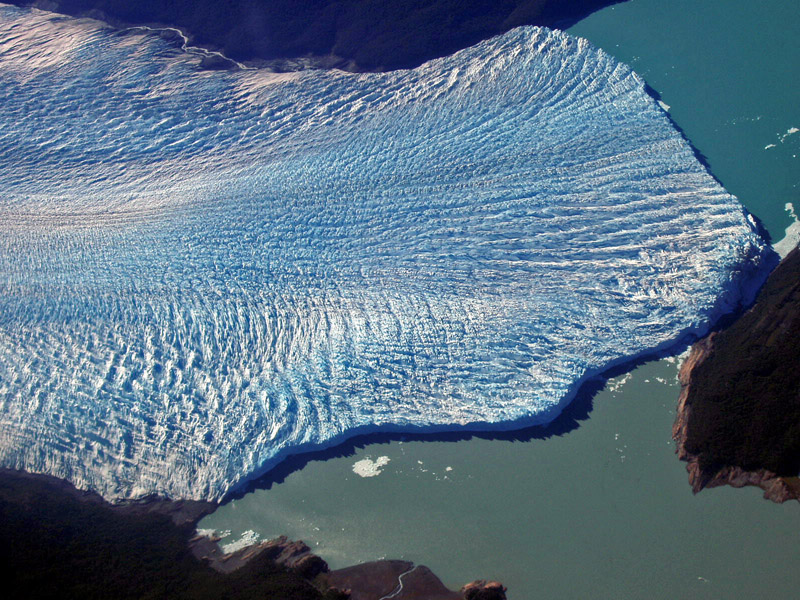
Luftaufnahme des Perito-Moreno-Gletschers mit Eisstausee

Ein Eisstausee, auch Glazialstausee oder Gletscherstausee, ist ein See in einem Tal oder Becken, der durch Gletscher vorübergehend oder dauerhaft am Abfließen gehindert wird.

## Vorkommen
Eisstauseen entstehen zumeist im unmittelbaren Vorfeld eines Gletschers an dessen Rand. Sie können sich auch auf, in und unter einem Gletscher bilden. Eisstauseen unterhalb eines Gletschers bezeichnet man als subglazial. Aufgrund der größeren Dichte des Wassers gegenüber dem Eis sind sie recht stabil. Ein bekanntes Beispiel für einen subglazialen See ist der Wostoksee in der Antarktis.
Eisstauseen finden sich in allen vergletscherten Gebieten der Erde. Im Himalaja gibt es mehrere Tausend Gletscherseen. Allein für Alaska sind 750 Seen erfasst, eine Häufung von Eisstauseen findet sich in Sibirien, und dort vor allem im Altaigebirge.
Ein europäisches Beispiel für einen Eisstausee ist der Märjelensee am Großen Aletschgletscher, der Ende des 19. Jahrhunderts noch eine Seetiefe von 78 m aufwies.
Wesentlich weiter verbreitet waren Eisstauseen u. a. während der letzten Kaltzeiten (Weichsel-Würm und Saale-Riß) im Pleistozän. Währenddessen erstreckte sich der Fennoskandische Eisschild (auch als Skandinavisches Inlandeis bezeichnet) zeitweise bis ins nördliche Mitteleuropa und auch die Alpen waren weiträumig vergletschert. Infolgedessen bildeten sich in Norddeutschland sowie auch im Alpenvorland (z. T. auch in den Alpen selbst) mehr oder weniger ausgedehnte Eisstauseen. Ihre Größe schwankte in weitem Rahmen und lag zwischen wenigen hundert Quadratmetern und mehreren tausend Quadratkilometern. Ein typisches Beispiel für einen sehr großen europäischen Eisstausee ist der Baltische Eisstausee. Vor etwa 14.000 Jahren existierte auf dem Gebiet der heutigen Ostsee ein riesiger Eisstausee vor dem 2–3 km dicken skandinavischen Inlandeis der Weichsel-Kaltzeit.
Erst vor etwa 10.000 Jahren gab die abtauende Eisbarriere zwischen Weltmeer und Eisstausee die Mittelschwedische Senke frei, was den Baltischen Eisstausee zum Auslaufen brachte.

## Ablagerungen

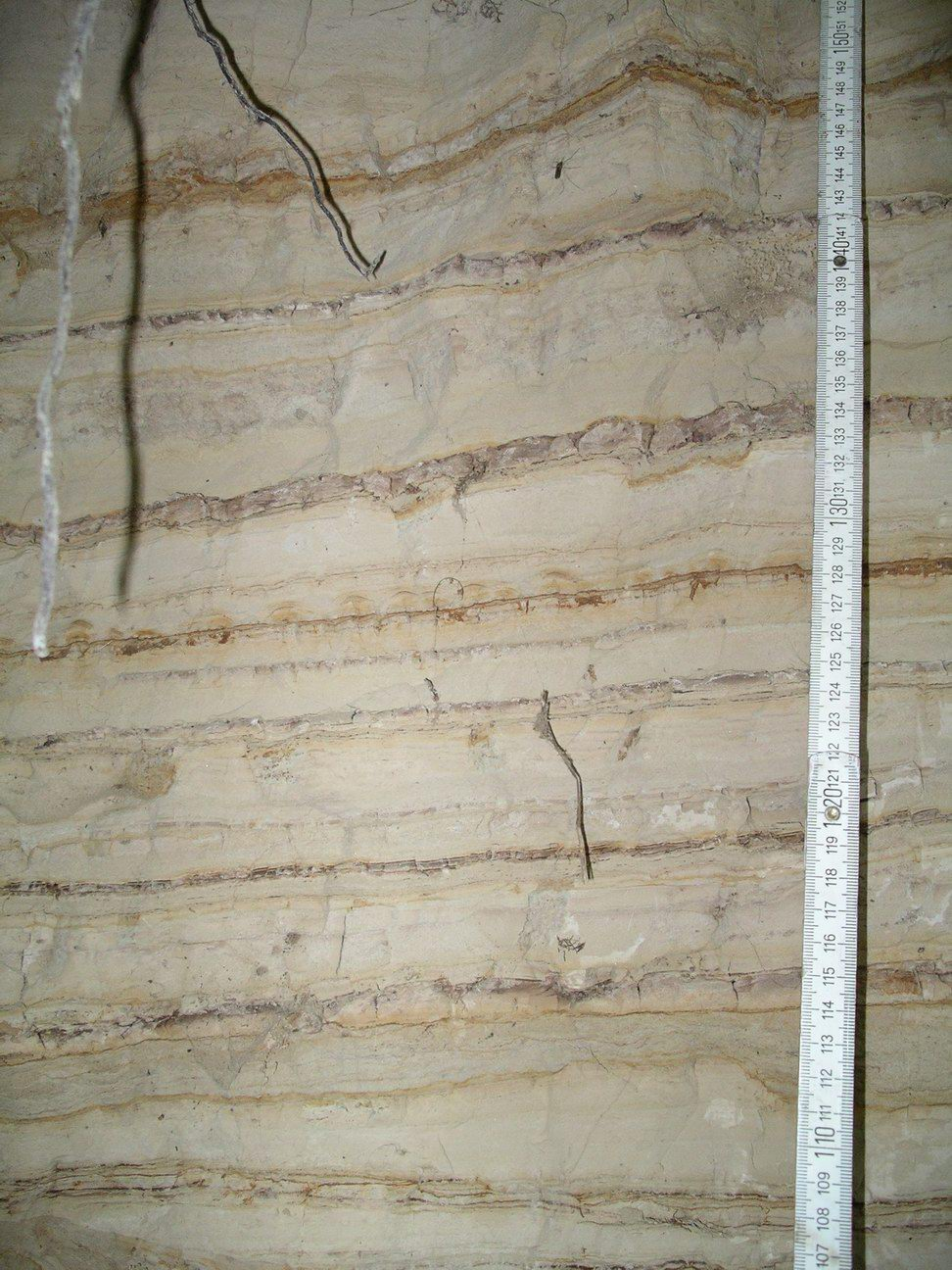
Typischer Bänderton und -schluff

Die Existenz von heute nicht mehr vorhandenen Eisstauseen lässt sich anhand von typischen Seeablagerungen nachweisen. Da das Wasser in Eisstauseen im Allgemeinen nicht oder nur sehr langsam fließt, bestehen die Ablagerungen von Eisstauseen meist aus feinkörnigen Sedimenten, vor allem Ton und Schluff. Am Rande der Eisstauseen, vor allem an der Einmündung von Schmelzwasser in das Becken kommen aber auch Sande oder noch gröberes Material vor. Zum Teil bilden sich dort typische Deltas aus. Aufgrund der saisonal schwankenden Schmelzwassermenge (fast nichts im Winter, sehr große Mengen im Sommer) wurde in den Sommermonaten viel und auch gröberes Material in die Seen eingetragen (Schluff). Im Winter konnte sich bei sehr ruhigen Verhältnissen hingegen sehr feines Material absetzen (Ton). Es entstanden so genannte Bändertone (Warventone), die heute häufig die einzigen Indikatoren für Eisstauseen in ehemals vergletscherten Gebieten sind. Die jahreszeitlich gesteuerte Ablagerung der Eisstauseesedimente ist die Ursache dafür, dass sie ein wertvolles Archiv für die Rekonstruktion der Klima- und Vereisungsgeschichte darstellen. Zum Beispiel ermöglichte die Auszählung der Bändertone des Baltischen Eisstausees die genaue Rekonstruktion des Eisrückzuges in Skandinavien.

## Ausbrüche
Da Eisstauseen episodisch oder auch periodisch von schwankendem Wasserzulauf betroffen sind, kommt es immer wieder zum Überlaufen von Eisstauseen, die in Einzelfällen zu katastrophalen Eisstausee-Ausbrüchen führen, wenn die frei werdenden Wassermassen urplötzlich zu Tal schießen. Eine andere Entstehungsursache für Ausbrüche ist das Anheben des Gletschers durch das Schmelzwasser, wiederum auf Grund der Dichteunterschiede zwischen Eis und Wasser, sodass das Wasser unter dem Eis hindurchfließen kann. Die dabei entstehenden Hochwässer können kurzzeitig das Wasservolumen selbst großer Ströme der Erde um ein Mehrfaches überschreiten.
Wegen der abgeschiedenen Lage der meisten Eisstauseen gibt es nur wenige Beschreibungen oder gar Fotos von solchen Ausbrüchen.

## Ausbruchsbeispiele der Gegenwart
- Lago Argentino in den südpatagonischen Anden
  - Vorstoß des Perito-Moreno-Gletschers, der einen Teil der Zuflüsse aufstaute und eine Zweiteilung des Sees herbeiführte
  - Ausbruch in den 1950er Jahren mit einem Abfluss von 20.000 m³ Wasser pro Sekunde über einen Zeitraum von einigen Stunden

- Russell-Fjord in Südalaska nahe dem Ort Yakutat
  - Vorstoß des Hubbard-Gletschers, der die Meeresbucht bei gelegentlichen plötzlichen Vorstößen abriegelt
  - Ausbrüche 1860 (Stauhöhe von 39 m); 1986 (Stauhöhe 25 m und Spitzenabfluss von 104.500 m³/s); 2002 (Stauhöhe 18 m und Spitzenabfluss von 54.000 m³/s).

- Grímsvötn-Seen in Island
  - Abriegeln einer Depression am Rand der Eiskappe des Vatnajökulls.
  - Ausbruch 1996 durch Aktivitäten des Grímsvötn-Vulkans, bei dem ein Teil des Eisschildes abbrach (Spitzenabfluss von 45.000 m³/s, Freisetzung von 3,4 Mrd. m³ innerhalb von zwei Tagen)

## Folgen von Eisstausee-Ausbrüchen

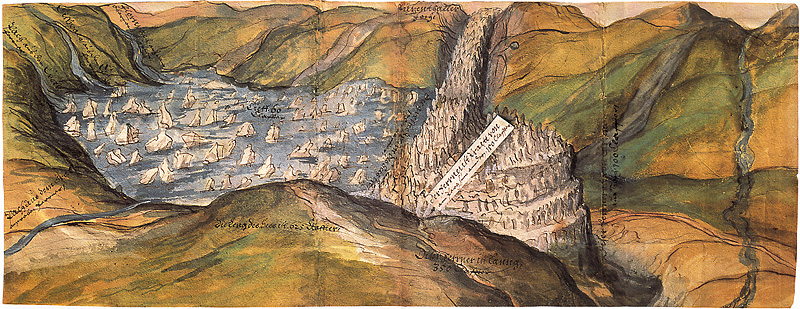
Rofener Eissee am Vernagtferner, 1601

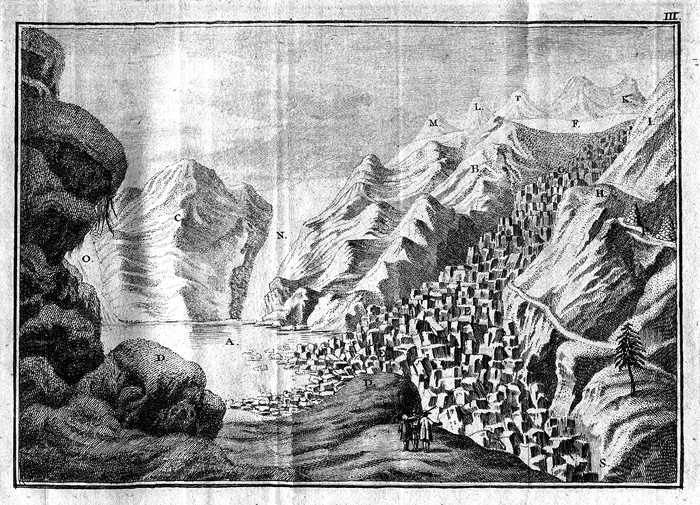
… und 1772

Das Überlaufen eines Eisstausees ist von ökonomischer Bedeutung, wenn menschliche Siedlungen, Industrien und Verkehrswege betroffen sind; und es ist von ökologischer Bedeutung, wenn zum Beispiel Meeresarme durch Gletscher blockiert werden, das Wasser hinter der Barriere aussüßt und Meeresströmungen verändert werden.
Die ökologischen Auswirkungen können unter Umständen sogar zu global wirksamen Klimaveränderungen führen, wie die nachfolgenden Untersuchungen zeigen.
Die mächtigste bekannte Überflutungswelle nach Auslaufen von Eisstauseen ereignete sich vor etwa 16.000 Jahren in Südsibirien im nördlichen Altai im Flusssystem des Ob. Ihr gingen mehrere ähnliche Ereignisse wahrscheinlich etwas geringeren Ausmaßes nach Ende des letzten glazialen Maximums voraus.
Während der letzten Eiszeit hatte sich in Nordamerika südlich des Laurentidischen Eisschildes ein Eisstausee gebildet, der als Lake Agassiz bezeichnet wird, nach dem Mitentdecker des Phänomens der Eiszeiten. Dieser Eisstausee überdeckte vor etwa 9000 Jahren nördlich der heutigen Großen Seen eine Fläche von rund 150.000 km², etwa so groß wie Griechenland.
Anhand der Spuren damaliger abrupter Stausee-Ausbrüche lässt sich nachweisen, dass dieser Eisstausee neben den 'normalen' Abflüssen nach Süden, Westen und Nordosten gelegentlich auch abrupte Ausbrüche in Richtung Nordosten zum Nordatlantik hin hatte. Wissenschaftliche Berechnungen gehen von Abflüssen aus, die kurzfristig 5.200.000 m³/s betragen haben, bei denen bis zu 160.000 km³ Wasser freigesetzt worden sind. Es ist davon auszugehen, dass sich damals das frei werdende Süßwasser auf Grund seiner geringeren Dichte über die Salzwasserströmungen der Meeresoberfläche gelegt und so die globale thermohaline Zirkulation des Meereswassers markant verändert hat. Als Folge wird eine zeitweilige Unterbrechung des Golfstromes vermutet, der sonst dem nördlichen Europa durch seine Warmwasserströmung ein mildes Klima beschert, mit einer Abkühlung und Kälterückschlägen wie zum Beispiel zur jüngeren Dryaszeit.